# والتر كاستور
والتر كاستور محرك طائرة شعاعي تشيكوسلوفاكي، مكون من 7 أسطوانات ويُبرد بالهواء.

استُخدم المحرك لتشغيل الطائرات المنتجة في أواخر عشرينيات القرن العشرين. عُرف طراز مطور من المحرك باسم سوبر كاستور، وتكون من 9 أسطوانات.

## التطبيقات
استُخدم المحرك في الطائرات التالية:
- ايرو ايه 35
- ايرو ايه 304 (استخدمت محرك سوبر كاستور)
- ايرسبيد إنفوي
- بريدا با 25
- دورنير دو كيه
- فيزير إف 1 في
- هوبفنير إتش إف-28/6
- ليتوف اس-28
- روجوزارسكي ايه زد أر
- سافويا-مارشيتي اس 71

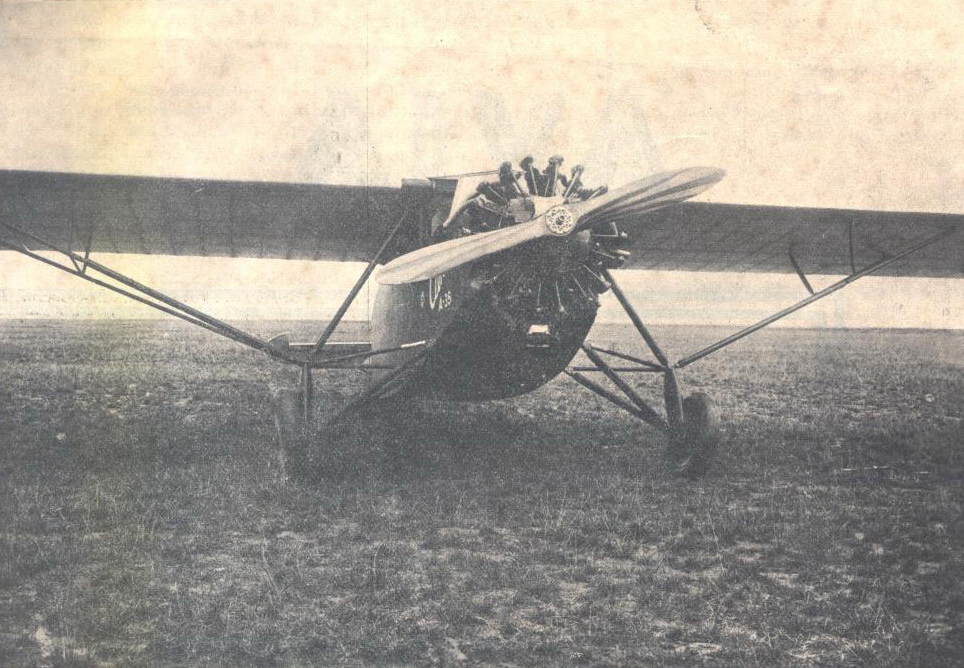
طائرة ايرو ايه 35.
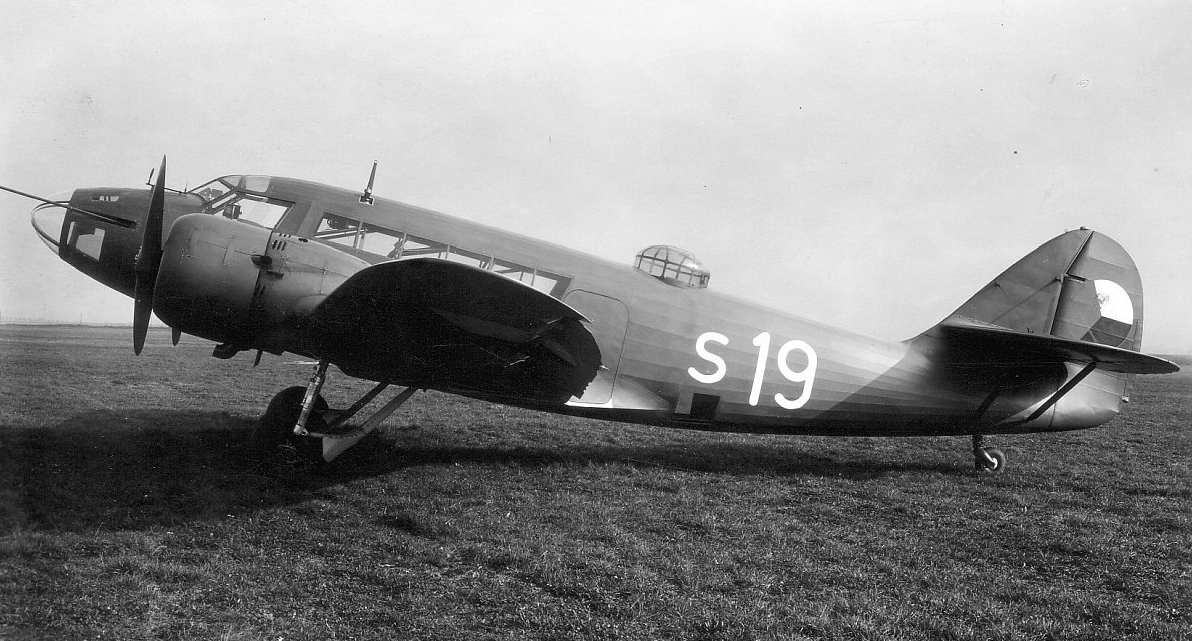
طائرة ايرو ايه 304.
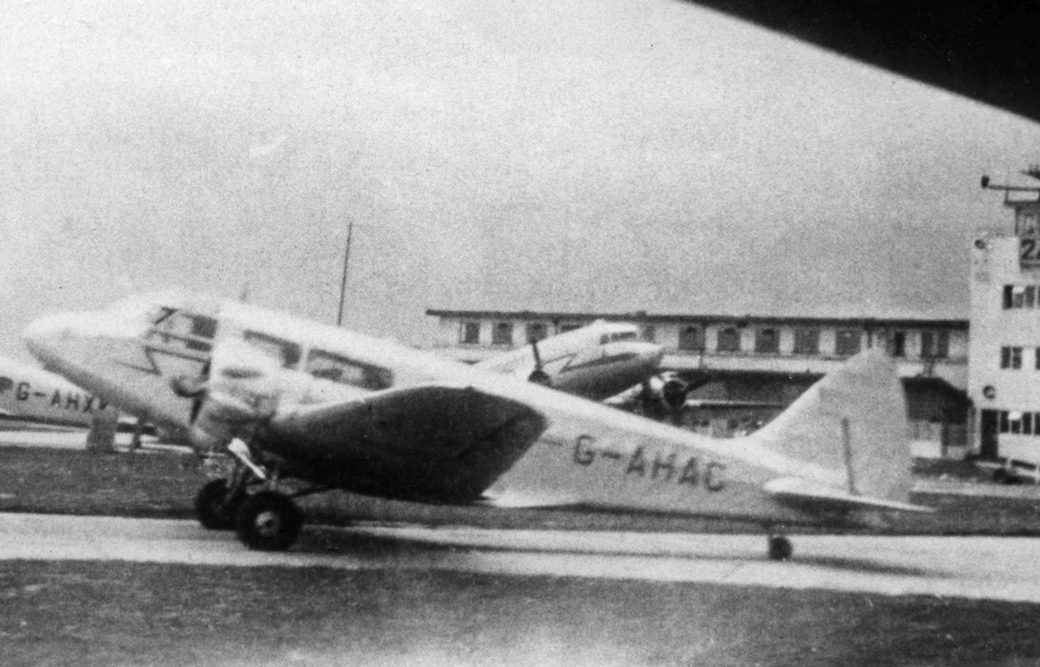
ايرسبيد إنفوي
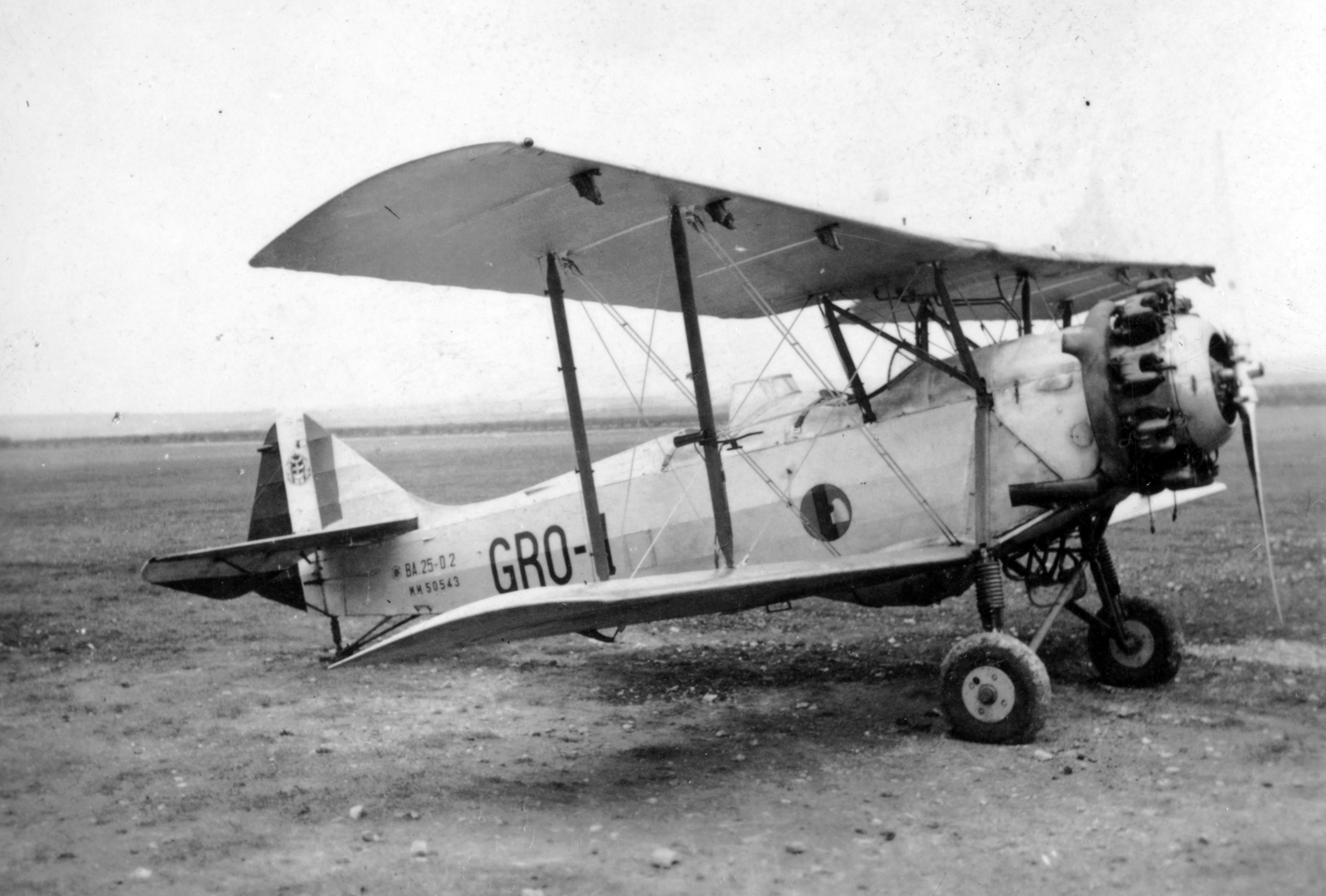
بريدا با 25.
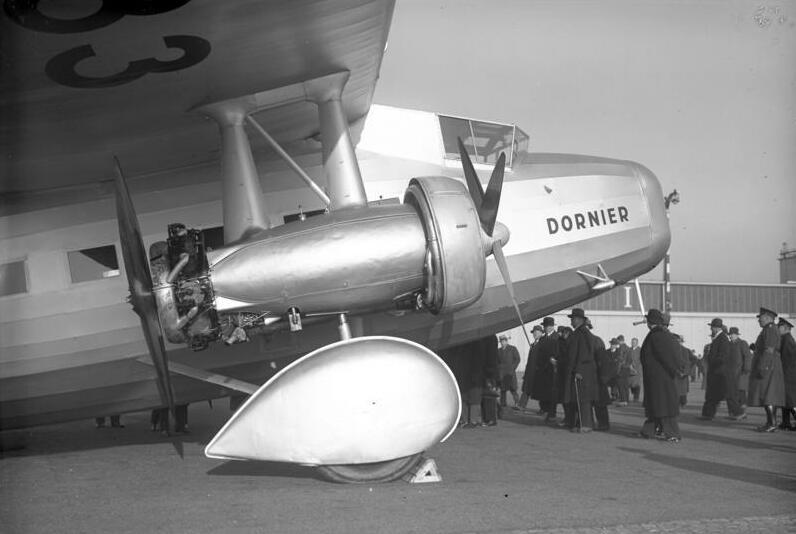
دورنير دو كيه.
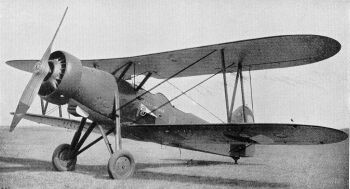
ليتوف اس 28.
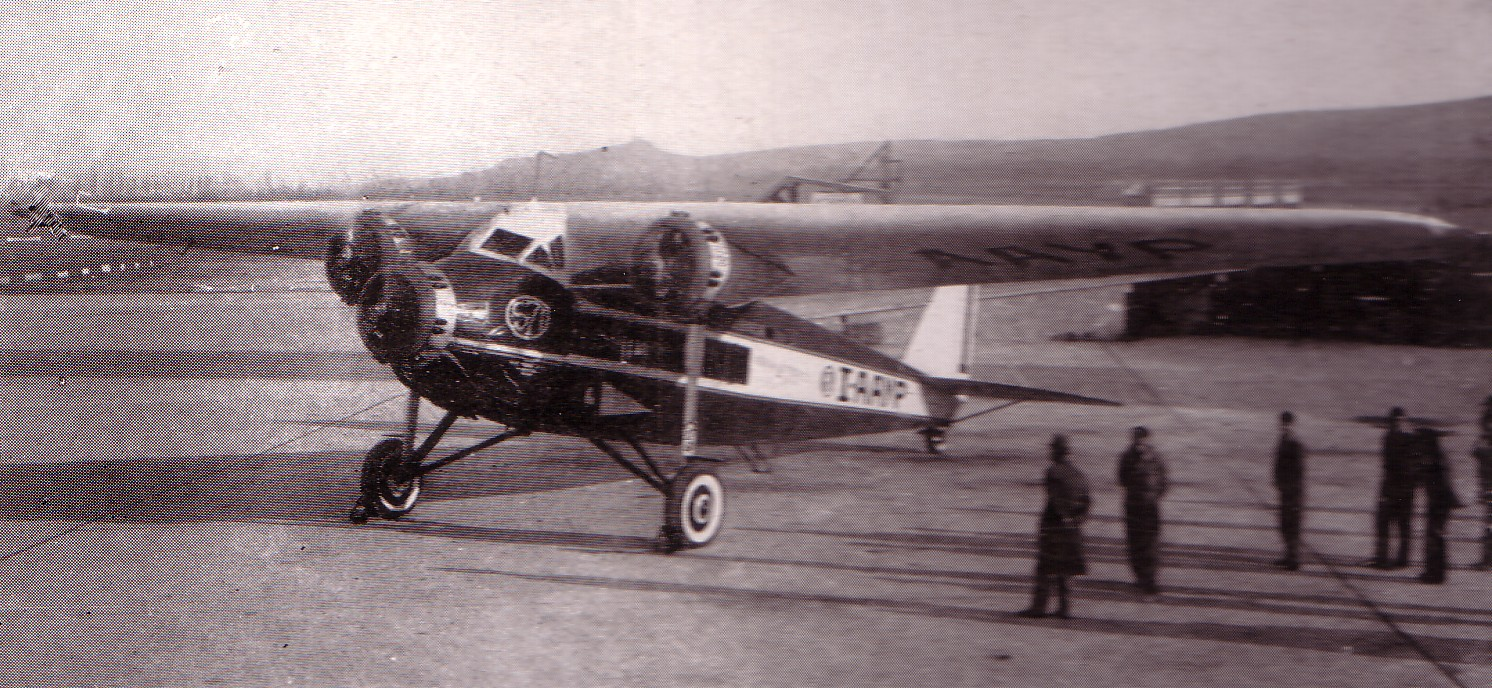
سافويا مارشيتي اس 71.

## محركات معروضة
يُعرض نموذج محفوظ من محرك والتر كاستور في متحف طيران براج.

## المواصفات

### مواصفات عامة
- النوع: محرك طائرة شعاعي مكون من 7 أسطوانات ويُبرد بالهواء.
- قطر الأسطوانة: 135 مم.
- الشوط: 170 مم.
- الوزن الصافي: 248 كجم.

### المكونات
- سلسة صمامات: صمام دخول وصمام عادم لكل أسطوانة.
- نظام الوقود: مكربن زينيث.
- نوع الوقود: بنزين.
- نظام التبريد: تبريد بالهواء.

### الأداء
- القدرة الناتجة: تبلغ القدرة القصوى للمحرك 260 حصان (194كيلو وات) عند 1850 دورة/دقيقة.
- نسبة الانضغاط: 1:6
- نسبة القدرة إلى الوزن: 0.48 حصان/باوند (0.78 كيلو وات/كجم).

## مزيد من القراءة
- Gunston, Bill. World Encyclopedia of Aero Engines. Cambridge, England. Patrick Stephens Limited, 1989. ISBN 1-85260-163-9